# Wanzl

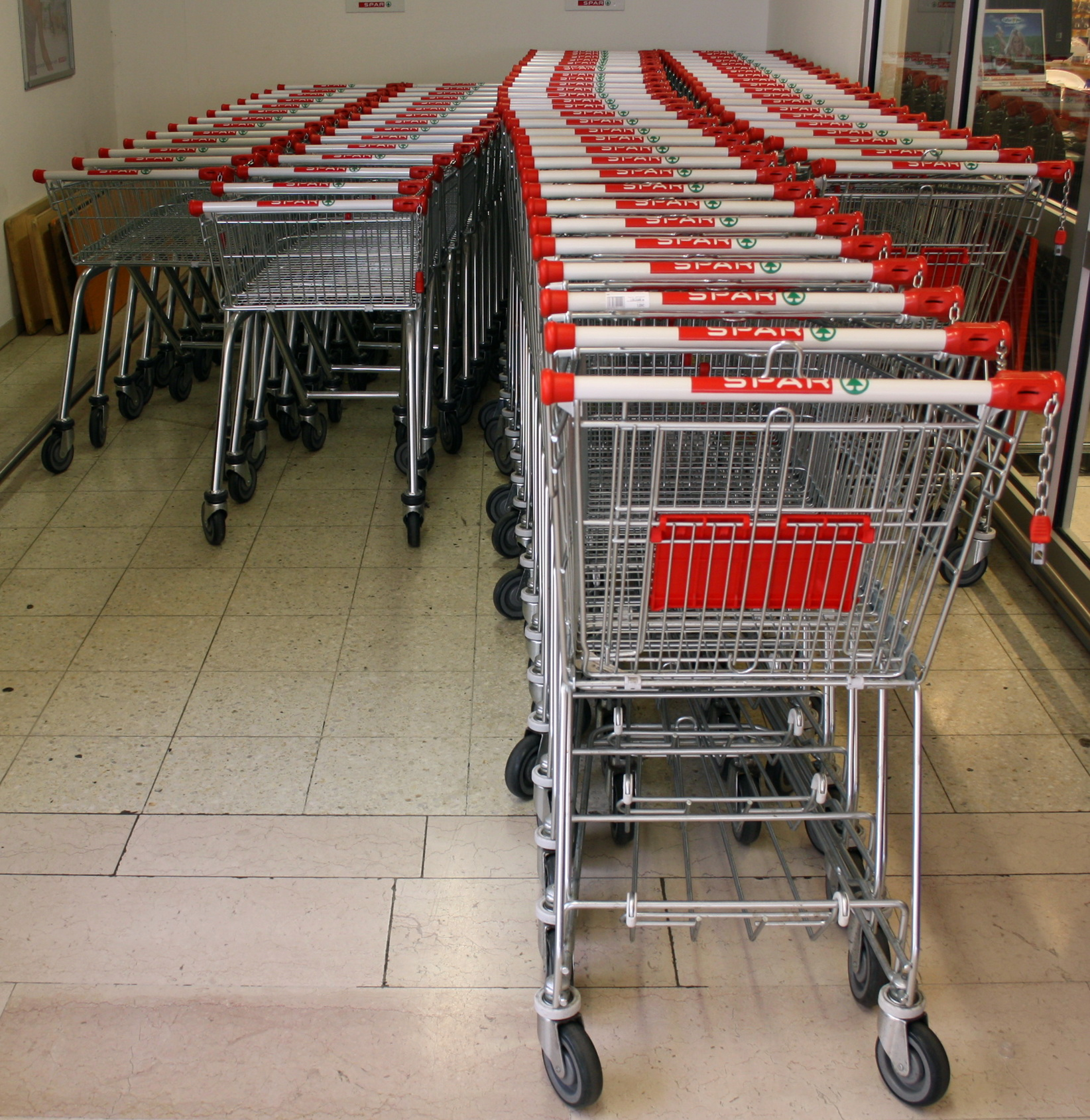
Winkelwagens uit de Wanzl-productie

Wanzl Metallwarenfabrik GmbH is 's werelds grootste fabrikant van winkelwagens en bagagewagens.
De onderneming met haar hoofdkantoor in Leipheim had in 2015 ongeveer 4.000 medewerkers in 22 landen. De jaarproductie lag bij ongeveer 2 miljoen winkelwagens.

## Geschiedenis
In 1918 richt Rudolf Wanzl senior in Giebau in Moravië een bankwerkerij op die hij later uitbreidt tot wagenbouwbedrijf en landmachinehandel met 20 medewerkers. In 1947 volgt een nieuwe start door Rudolf Wanzl junior in Leipheim met de oprichting van een werkplaats voor wagenbouw en reparatiedienst. Het idee om de aandacht te richten op het thema 'zelfbediening' komt van de kassafabrikant NCR in Augsburg. Voor een demonstratieruimte van de onderneming worden met de hand vervaardigde winkelmanden besteld. Ongeveer rond dezelfde tijd bestelt de Hamburger Konsumgenossenschaft (consumentencoöperatie) 40 winkelwagens en 100 winkelmanden voor de opening van de eerste zelfbedieningswinkel in Duitsland. Begin van de jaren 1950 reist Rudolf Wanzl naar de Verenigde Staten en komt daar in contact met de uitvinder van de winkelwagen, Sylvan Goldman. Nog tijdens zijn vliegreis naar huis ontwerpt hij een eigen model dat beweeglijker is en dat de basis vormt voor alle huidige winkelwagens. In 1951 wordt de eerste winkelwagen met vaste mand gepatenteerd. Drie jaar later stappen de vennoten 'gebroeders Siegel' uit de onderneming en beginnen een eigen firma. Vele jaren lang zijn zo de beide grootste Duitse winkelwagenbouwers in Leipheim gevestigd. In 1956 heeft Wanzl 74 medewerkers.

### Jaren 1960
Voor de uitbreiding van de productiecapaciteiten wordt in Kirchheim een nieuwe fabriek geopend. Voor het leiden van de klantenstroom en ter vermindering van diefstal in de steeds groter wordende supermarkten in Duitsland neemt Wanzl ook draaikruizen op in haar productassortiment. In 1966 heeft de onderneming al 400 medewerkers.

### Jaren 1970
Na de expansie van de Duitse handelsketens naar het naburige buitenland worden de eerste nationale vestigingen opgericht. Voor de Duitse spoorwegen worden voor het eerst bagagewagens voor stations geleverd. Binnen het kader van een nieuwe productie-uitbreiding wordt in de buurt van het station in Leipheim nog een fabriek gebouwd. Tijdelijk beschikt deze vestiging zelfs over een eigen spoorwegaansluiting. In 1978 wordt de onderneming onderscheiden met de 'Goldenen Zuckerhut' (Duitse onderscheiding voor verdienstelijke ondernemers en persoonlijkheden op het gebied van consumptiegoederen).

### Jaren 1980
Voor de luchthaven van Frankfurt levert de familieonderneming voor het eerst bagagewagens voor een vliegveld. Bijzonder detail: deze wagens kunnen ook op roltrappen worden getransporteerd. Om de Franse markt beter te kunnen bedienen bouwt de onderneming een nieuwe fabriek in Sélestat in de Elzas. Het gestaag groeiende aantal bouwmarkten zorgt voor een verdere toename van de productieaantallen. In Groot-Brittannië en België worden nieuwe verkoopvestigingen opgezet. In 1989 heeft Wanzl 1.600 medewerkers.

### Jaren 1990
In 1990 wordt in Leipheim de fabriek 'Werk 4', dicht bij de autosnelweg A8 voltooid. In deze fabriek is nu het hoofdkantoor van de onderneming gevestigd. In 1991 richt Wanzl de divisie Winkelbouw op. Vanaf dat tijdstip wordt de inrichting van hele supermarkten gepland en worden schapsystemen gebouwd. Met de val van de Muur breidt het zelfbedieningsconcept zich ook uit naar Oost-Europa en ontstaan nieuwe markten. In 1995 wordt in Tsjechië, niet ver van de geboortestreek van Rudolf Wanzl, een productievestiging geopend. Na tien jaar als directeur neemt Gottfried Wanzl in 1998 de algehele leiding van de onderneming over van zijn vader. Grote opdrachten zoals de levering van bagagewagens aan de nieuwe luchthaven van Hongkong zorgen opnieuw voor meer personeel en stijgende omzetcijfers. In 1999 worden voor het eerst 1 miljoen winkelwagens per jaar gemaakt.

### Jaren 2000
De markten in de klassieke handel raken in West-Europa steeds meer verzadigd terwijl het zelfbedieningsprincipe vooral in de ontwikkelingslanden sterk in opmars is. In 2005 wordt in Shanghai een nieuwe Wanzl-fabriek geopend met productie en administratie. Met de toenemende opmars van de online-handel breidt Wanzl haar productassortiment uit met magazijn- en orderverzamelwagens. Daarnaast worden voor het eerst ook speciale producten aan hotels geleverd. Na de insolventie van de voormalige concurrent Siegel neemt Wanzl een groot deel van het personeel over. In hetzelfde jaar ontvangt Wanzl de Beierse Kwaliteitsprijs. Voor de uitbreiding van de divisie Winkelbouw integreert de onderneming het timmermansbedrijf Unseld uit Ulm.

### Jaren 2010
In januari 2012 verhoogt de onderneming Wanzl haar sinds 2006 bestaande aandeel in de Noord-Amerikaanse ondernemingsgroep Technibilt naar 100 procent.
Op 11 februari 2012 breekt een brand uit in de galvanisatiehal. Daarbij brandt de 40 x 40 m grote hal tot op de grond af en ontstaat een tweecijferige miljoenenschade. Twee jaar na de grote brand wordt op dezelfde plaats de opnieuw opgetrokken galvanisatiehal in bedrijf genomen.

## Divisies
Retail Systems/Shop SolutionsNaast metalen winkelwagens maakt de onderneming sinds enkele jaren ook kunststof winkelwagens. Deze dragen de productnaam Tango en worden vooral geëxporteerd naar het Europese buitenland. Andere producten voor de inrichting van supermarkten, zoals schappen, displays, draaikruizen en complete winkelinrichtingen, behoren tot het productenspectrum.
Logistics + IndustryIn 2002 worden de productassortimenten voor de klanten in de industrie en de logistiek in deze divisie samengevoegd. Naast orderverzamelwagens maakt de onderneming ook transportcontainers en pallet-opzetstukken.
Airport + Security SolutionsIn stations en op luchthavens doen bagagewagens, toegangscontroles en scheidingswanden van Wanzl hun dienst. Tot de klanten behoren onder andere grote luchthavens zoals Frankfurt, Hongkong, Narita of Parijs. Ook in het eindstation van de Eurostar, St Pancras, vindt men de bagagewagens van Wanzl.
Hotel ServiceDeze divisie ontstaat in 2006. Het assortiment omvat producten voor de hoteluitrusting, bijv. linnen-, serveer- en reinigingswagens. De wagens doen ook dienst op een aantal cruiseschepen van de AIDA Cruise Line.

## Buitenlandse vestiging
Vanaf 1970 worden tal van service- en verkoopvestigingen opgericht.
| - Wenen, Oostenrijk (in 2014 verhuizing naar Vösendorf) - Tahl, Zwitserland - Oosterhout, Nederland - Leuven, België - Warwick, Groot-Brittannië | - Melbourne, Australië - Dubai, Verenigde Arabische Emiraten - Pune, India - Moskou, Rusland - Kiev, Oekraïne | - Boedapest, Hongarije - Sered, Slowakije - Barcelona, Spanje - Nadarzyn, Polen - Montichiari, Italië (in 2005 verhuizing naar Travagliato) |

## Beurzen
Wanzl is vaste exposant op de om de drie jaar in Düsseldorf gehouden beurs EuroShop.